# Rivellia obliqua
Rivellia obliqua är en tvåvingeart som först beskrevs av Walker 1861.  Rivellia obliqua ingår i släktet Rivellia och familjen bredmunsflugor. Inga underarter finns listade i Catalogue of Life.